# Thilachium angustifolium
Thilachium angustifolium är en kaprisväxtart som beskrevs av Boj. Thilachium angustifolium ingår i släktet Thilachium och familjen kaprisväxter. Inga underarter finns listade i Catalogue of Life.